# Departamento Capital (Santiago del Estero)
Das Departamento Capital liegt im westlichen Zentrum der Provinz Santiago del Estero im Nordwesten Argentiniens und ist eine von 27 Verwaltungseinheiten der Provinz.
Es grenzt im Norden an das Departamento Río Hondo, im Nordosten an das Departamento Banda, im Osten an das Departamento Robles, im Süden an die Departamentos Silípica und Choya und im Westen an das Departamento Guasayán.
Die Hauptstadt des Departamento Capital ist Santiago del Estero.

## Städte und Gemeinden
Das Departamento Capital ist in folgende Gemeinden aufgeteilt:
- San Pedro
- Santiago del Estero
- Villa Zanjón